# Albert Overhauser

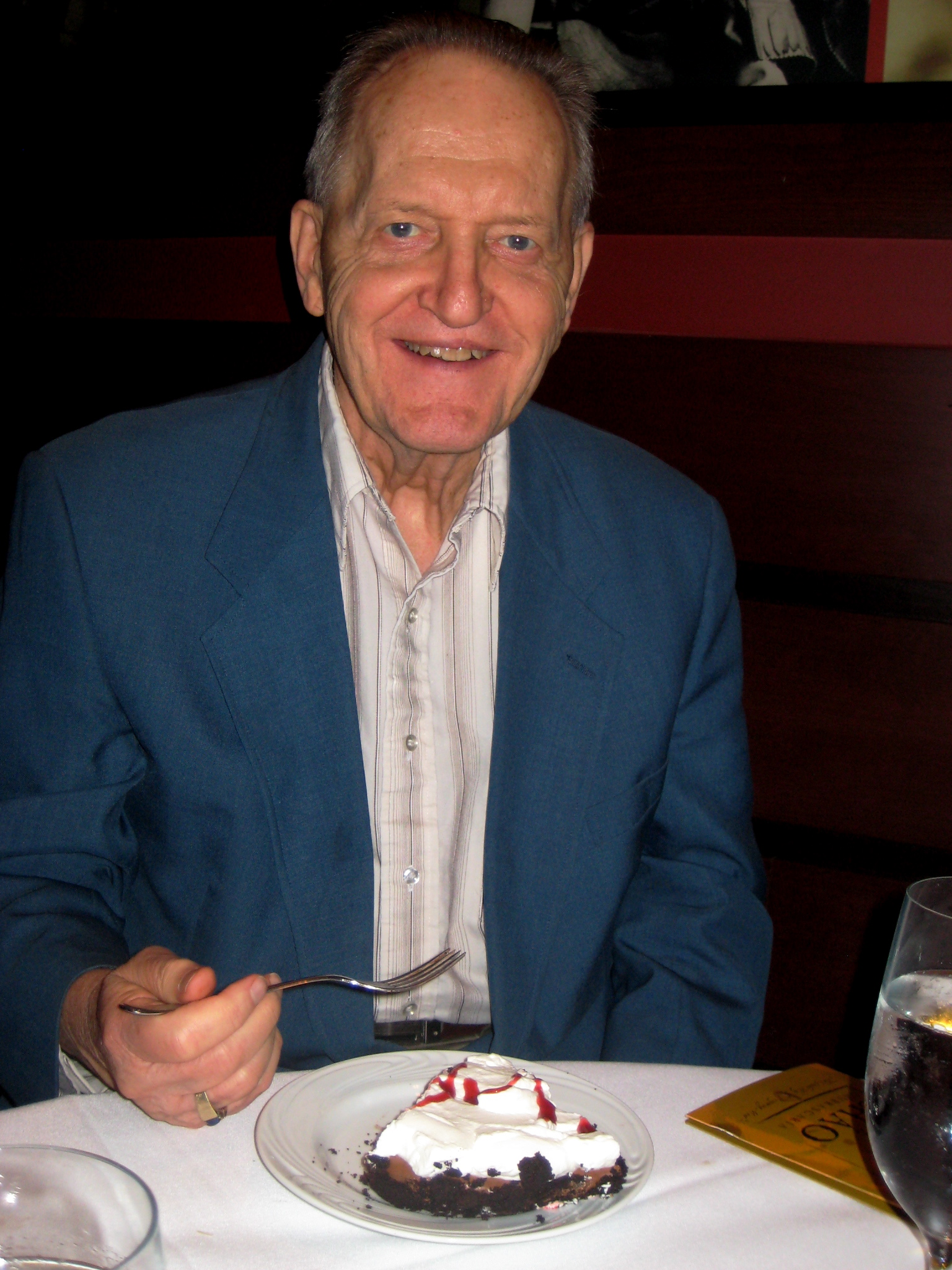
Albert Overhauser (2008)

Albert Warner Overhauser (* 17. August 1925 in San Diego, Kalifornien; † 10. Dezember 2011 in West Lafayette, Indiana) war ein US-amerikanischer Physiker. Er war Mitglied der National Academy of Sciences und ist bekannt für seine Theorie des nach ihm benannten Kern-Overhauser-Effektes.
Overhauser ging zur Lick-Wilmerding High School in San Francisco und begann seine Undergraduate studies an der University of California in Berkeley 1942. Er unterbrach im Zweiten Weltkrieg seine Studien für zwei Jahre für seine Dienstzeit bei der Reserve der U.S. Navy und kehrte anschließend nach Berkeley zurück um seine Ausbildung zu beenden. Im Jahre 1948 erhielt er den undergraduate degree in Physik und Mathematik und 1951 den Ph.D. in Physik.
Von 1951 bis 1953 war er Post-Doc Student an der University of Illinois. Dort entwickelte er eine wichtige Theorie vom Transfer der Spinpolarisation. Als die Theorie durch andere Wissenschaftler bestätigt und demonstriert werden konnte, wurde die Theorie als Kern-Overhauser-Effekt bekannt. In den 1970er Jahren entwickelte er mit Sam Werner ein Neutronen-Interferometer.
Von 1953 bis 1958 war er an der Fakultät der Cornell University und ging dann zu einem Forschungsteam der Ford Motor Company. Overhauser blieb bis 1973 bei Ford, um dann zur Purdue University zu gehen. 1971 wurde er Fellow der American Physical Society.

## Auszeichnungen und Ehrungen
- National Medal of Science, 1994
- Wahl in die National Academy of Sciences, 1976
- Oliver E. Buckley Solid State Physics Prize, 1975
- Mitglied der American Academy of Arts and Sciences, 1977
- Honorary Doctor of Laws degree der Simon Fraser University, 1998
- Honorary Doctor of Science degree der University of Chicago, 1979
- Honorary Doctor of Science Degree der Purdue University, 2005

## Schriften
- Anomalous Effects in Simple Metals, Wiley-VCH 2011